# Йоаким Спасов
Йоаким (на гръцки: Ιωακείμ) е православен духовник, епископ на Вселенската патриаршия.

## Биография
Роден е на 23 април 1834 година в Пазарджик със светското име Георги Спасов Панайотов (на гръцки Επασόγλου, Епасоглу, Σπάσογλου, Спасоглу, Παναγιωτόπουλος, Панайотопулос, Λάμψης, Лампсис).
Йоаким е ръкоположен за дякон от митрополит Калиник Нишки в 1862 година. След преместването на Калиник на халкидонската катедра, Йоаким става наместник на енорията Сан Стефано. Ръкоположен е за поленински епископ в 1892 година. На този пост остава до 20 март 1899 година, когато е преместен като епископ на Метреска и Атирска епархия. Управлява епархията в Чаталджа до 22 септември 1909 година, когато е уволнен.
Умира в Сан Стефано на 22 май 1934 година.